# Karbhosga, Afzalpur
Karbhosga là một làng thuộc tehsil Afzalpur, huyện Gulbarga, bang Karnataka, Ấn Độ.